# النجم الرياضي الساحلي (كرة السلة)
النجم الرياضي الساحلي لكرة السلة (بالفرنسية: Étoile sportive du Sahel (basket-ball))‏، هو نادي كرة سلة تونسي للمحترفين تأسس في سنة 1957 يقع مقره في مدينة سوسة في تونس. ينافس في بطولة تونس لكرة السلة للرجال وبطولة تونس لكرة السلة للسيدات، الدرجة الأعلى للدوري في تونس، وحقق اللقب المحلي ست مرات في فئة الرجال ومرة واحدة في فئة السيدات، و يمثل تونس في المنافسات القارية والدولية.

## سجل ألقاب النادي لكرة السلة
فريق الرجال :
- البطولة التونسية  (6) : 1981، 2007، 2009، 2011، 2012، 2013.

♦ الدور النهائي  (3) : 2014، 2016، 2017.
- الدرجة الثانية  (1) : 2022.
- كأس تونس  (5) : 1981، 2011، 2012، 2013، 2016.

♦ الدور النهائي  (4) : 1980، 1982، 2010، 2018.
- كأس السوبر (0) :

♦ الدور النهائي  (1) : 2014.
- كأس الجامعة (0) :

♦ الدور النهائي  (1) : 2018.
- كأس الأندية الأفريقية  (1) : 2011.

♦ الدور النهائي  (2) : 2008، 2013.
- كأس العرب  (2) : 2015، 2016.
- دورة حسام الدين الحريري لكرة السلة (0) :

♦ الدور النهائي  (3) : 2012, 2015, 2016
فريق السيدات  :
- البطولة التونسية للسيدات  (1) : 2018.

## وصلات خارجية
- صفحة النجم الرياضي الساحلي على موقع كوووة.
- الموقع الرسمي للجامعة التونسية لكرة السلة.